# 전인도 축구 연맹

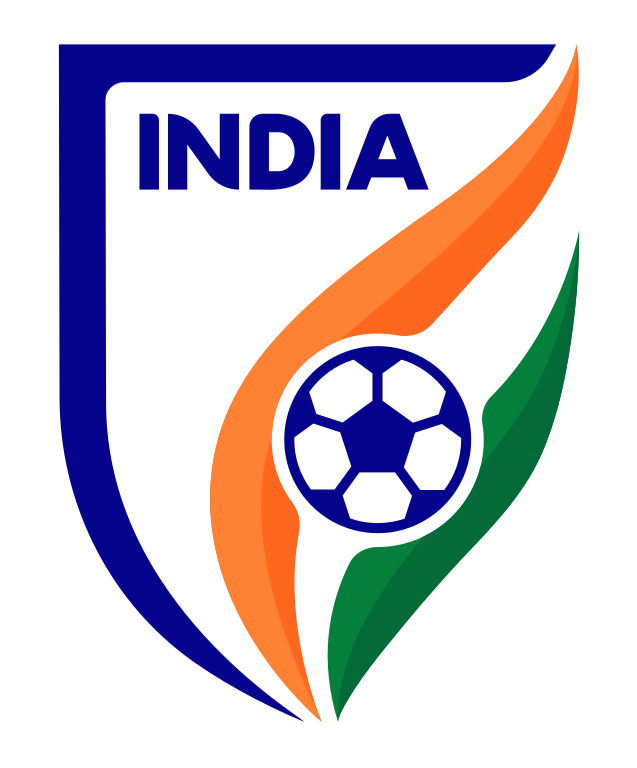

전인도 축구 연맹(영어: All India Football Federation, 힌디어: अखिल भारतीय फुटबॉल संघ)은 인도의 축구 협회이다. 국제축구연맹(FIFA)과 아시아 축구 연맹(AFC)에 가입되어 있다. I리그, 인도 축구 국가대표팀 등을 관리한다.

## 같이 보기
- 아시아 축구 연맹
- 남아시아 축구 연맹
- 인도 축구 국가대표팀
- 인도 여자 축구 국가대표팀
- I리그